# Neozercon
Neozercon es un género de ácaros perteneciente a la familia Zerconidae.

## Especies
Neozercon Petrova, 1977
- Neozercon evgenii Petrova, 1978
- Neozercon insularis Petrova, 1977
- Neozercon smirnovi Petrova, 1978